# Ian Hancock
Pour les articles homonymes, voir Hancock.
Ian Hancock (en romani : Yanko le Redžosko), né le 29 août 1942 à Londres, est un professeur universitaire et un linguiste, spécialiste des langues parlées par les populations roms et des langues créoles.

## Biographie
Ian Hancock effectue des recherches sur les langues et dialectes des Roms et leurs origines indiennes issues de migrations remontant à minima au XIIIe siècle en Europe,. Il s'intéresse aussi à l'identité des Noirs africains qui furent déracinés de l'Afrique pour être réduits en esclaves dans les colonies européennes. Il observe que la perte d'identité de ces esclaves, mélangés à d'autres esclaves, issus d'autres groupes ethniques, va contribuer à la naissance de divers créoles, langues hybrides, mélanges de langues européennes et de langues africaines. Hancock recherche particulièrement la trace des langues africaines, surtout du golfe de Guinée, dans ces créoles, dont particulièrement le créole haïtien et les créoles des autres îles des Caraïbes, et des Mascareignes.
Il a été ambassadeur au sein des Nations Unies pour représenter les roms de 1972 à 1978, et représentant à l'UNICEF de 1986 à 1999 puis de 2005 à 2009,. Il a été nommé membre du conseil de l'US holocaust memorial en 1997 sous la présidence de Bill Clinton.
En 1997, il a reçu le prix pour les droits humains de la "Rafto Foundation" en Norvège.
Le 29 décembre 2018 au Royaume-Uni, la Reine Elizabeth II, le nomme Officier de l'ordre de l'empire britannique.